# Fricativa lateral palatal sorda
La fricativa lateral palatal sorda es un tipo de sonido consonántico, utilizado en unas pocas lenguas habladas. Es un sonido poco común. El dahalo tiene una fricativa lateral palatal y una africada; y el hadza tiene una serie de africadas. En el bura, es la realización de la palatalizada / ɬʲ / y contrasta con [ʎ].
Las Extensiones del Alfabeto Fonético Internacional tiene el símbolo ⟨𝼆⟩ para eses sonidos.

## Aparición en distintas lenguas
- Dahalo: [𝼆aːbu] hoja. Contrasta con ⟨ɬ⟩ y [ɬʷ].

- Datos: Q2994691